# Catedral del Santo Rosario (Semarang)
La Catedral del Santo Rosario de Semarang o Catedral de Semarang (en indonesio: Gereja Katedral Semarang; también llamada Catedral de la Virgen María, Reina del Santo Rosario; Gereja Katedral Perawan Maria Ratu Rosario Suci) se localiza en Randusari, Semarang, en el país asiático de Indonesia, es un templo católico y la sede de la arquidiócesis de Semarang. Terminada en 1927, se convirtió en una iglesia parroquial en 1930 y en una catedral en 1940, cuando Albertus Soegijapranata se hizo el primer vicario apostólico de Semarang.